# 聖心女子専門学校
聖心女子専門学校（せいしんじょしせんもんがっこう　英称:Sacred Heart Professional Training CollegeまたはSacred Heart Senmon Gakko）は、かつて東京都港区にあった専修学校。学校法人聖心女子学院が経営している学校の一つであり、1800年フランスに創設されたカトリック修道会「聖心会」が母体となっており、キリスト教の精神に基づく全人教育がねらいとされている。

## 沿革
- 1800年 - 聖マグダレナ・ソフィア・バラがフランスのアミアンにて聖心会を創立する。
- 1908年 - オーストラリアより来日した聖心会の修道女により語学校が開かれる。
- 1947年 - 新制高等学校聖心女子学院高等科に付随した英語専攻科開校。
- 1967年 - 保育科増設される。聖心女子学院専修学校として高等科から独立。
- 1976年 - 新専修学校令により聖心女子専門学校と改称。
- 2015年 - 英語科募集停止。
- 2017年 - 保育科募集停止（すべての学生募集を停止）。
- 2018年11月13日 - 文部科学省より閉校が認可された。

## 校長
- 山下まち子:2013年2月現在

## 学科
- 英語科50名
- 保育科50名

## 取得資格
- 保育士資格・幼稚園教諭二種免許状
  - 保育科

## 主たるイベント
- 始業ミサ
  - 4月
- 創立者記念ミサ
  - 5月25日
- チャリティーバザー
  - 6月
- 慰霊ミサ
  - 11月
- クリスマスミサ・クリスマスセール
  - 12月

## 就職実績
- 英語科
  - 日本銀行
  - ㈱伊勢丹
  - JALスカイサービス㈱ほか。
- 保育科
  - 幼稚園への就職が多い。

## 編入・進学実績
- 英語科
  - 編入先として聖心女子大学・筑波大学・産能短期大学通信教育部などがある。また、語学力を活かして留学する人もいる。
- 保育科
  - 編入先として聖心女子大学や白百合女子大学などがある。

## 所在地
- 〒108-0072　東京都港区白金4-11-1

## アクセス
- JR山手線目黒駅より都営バス「大井競馬場」・「東京駅南口」・「千駄ケ谷駅」行き其々に乗車、日吉坂上（東大医科研病院前）バス停下車。尚、「東京駅南口」行きには東急バスも利用できる。
- JR山手線・京浜東北線田町駅より都営バス「渋谷駅」行きに乗車、北里研究所前バス停下車。
- JR山手線渋谷駅・恵比寿駅より都営バス「田町駅」行きに乗車、同バス停下車。
- JR東海道本線・京浜東北線・山手線品川駅より都営バス「目黒駅」行きに乗車、日吉坂上（東大医科研病院前）バス停下車。

## 著名な出身者
- 安倍昭恵　-　安倍晋三（第90代・第96代内閣総理大臣）夫人
- 小笠原敬承斎 - 小笠原流礼法宗家
- 岡本眸 - 俳人
- 上村香子 - 女優